# Tanchopol
Tanchopol är en ort i Mexiko.   Den ligger i kommunen Aquismón och delstaten San Luis Potosí, i den centrala delen av landet, 250 km norr om huvudstaden Mexico City. Tanchopol ligger 890 meter över havet och antalet invånare är 261.
Terrängen runt Tanchopol är huvudsakligen kuperad, men österut är den bergig. Runt Tanchopol är det ganska tätbefolkat, med 134 invånare per kvadratkilometer. Närmaste större samhälle är Tampate, 10,6 km öster om Tanchopol. I omgivningarna runt Tanchopol växer i huvudsak städsegrön lövskog.